# Niambia atracheata
Niambia atracheata es una especie de crustáceo isópodo terrestre de la familia Platyarthridae.

## Distribución geográfica
Es endémica de la isla de Santo Tomé (Santo Tomé y Príncipe).